# Cusano Milanino
Cusano Milanino är en ort och kommun i storstadsregionen Milano, innan 31 december 2014 i provinsen Milano, i regionen Lombardiet i Italien. Kommunen hade 18 827 invånare (2018).